# まかいの牧場
まかいの牧場（まかいのぼくじょう）は、静岡県富士宮市に所在するレジャー施設。朝霧ハイランド株式会社が運営している。

## 概要
国道139号沿線にあり、アクセスが便利。朝霧高原の中にある。天候が良いと富士山を間近に観ることができる。園側の条件を満たせばペットも同伴可能。なお「まかいの」はオーナーの姓で、漢字表記では「馬飼野」となるが、駄洒落で「魔界の牧場」とされることがしばしばある。

## アクセス
- 東名高速道路富士ICから、国道139号（西富士道路・富士宮道路）経由。
- 新東名高速道路新富士ICから、国道139号経由。
- 中央自動車道河口湖ICから、国道139号経由。